# Colômbia
Colômbia is een gemeente in de Braziliaanse deelstaat São Paulo. De gemeente telt 6.345 inwoners (schatting 2009).